# Lineal A

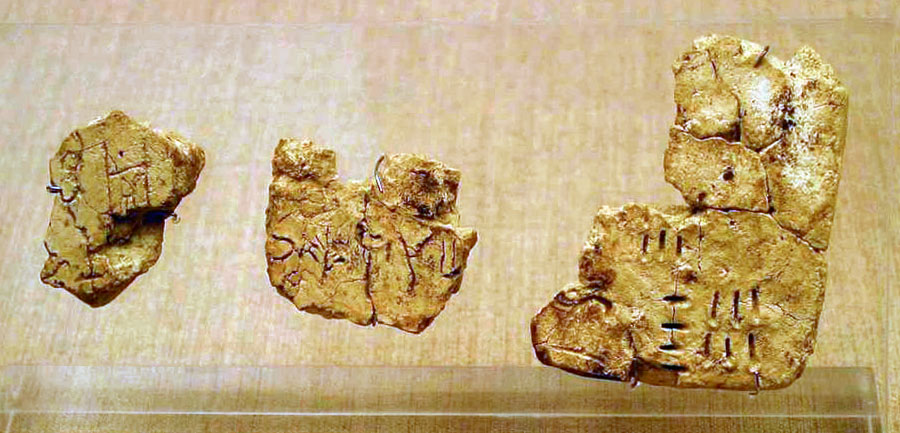
Taula amb escriptura «lineal A» trobada a Akrotiri (Santorí)

La lineal A és una escriptura de la civilització minoica de Creta, de l'edat del bronze. Es va utilitzar del segle XVII al XV aC. L'escriptura només ha pogut ser desxifrada en una petita part. Alguns investigadors hi veuen una predecessora de l'escriptura lineal B.
Se'n coneixen aproximadament 70 caràcters sil·làbics, 100 caràcters amb significat propi (que s'adiuen parcialment amb els caràcters sil·làbics i han pogut ser determinats així) i diversos signes numèrics.
La llengua escrita amb aquest sistema s'ha anomenat minoic eteocretenc, llengua encara no desxifrada. Encara que la llengua eteocretenca és pràcticament desconeguda i no s'ha pogut incloure en cap família de llengües, s'ha intentat deduir el valor fonètic probable de molts dels signes mitjançant la comparació amb la lineal B. La gran quantitat de signes logogràfics permet, a més, deduir en part el contingut dels textos trobats. Les notes gravades en taules d'argila sovint servien per a l'administració, cosa que permet d'entreveure les relacions econòmiques de l'època.
| Lineal A: llista de caràcters i numeració segons E. Bennett. La lectura de caràcters es basa en els anàlegs lineal B. | Lineal A: llista de caràcters i numeració segons E. Bennett. La lectura de caràcters es basa en els anàlegs lineal B. | Lineal A: llista de caràcters i numeració segons E. Bennett. La lectura de caràcters es basa en els anàlegs lineal B. | Lineal A: llista de caràcters i numeració segons E. Bennett. La lectura de caràcters es basa en els anàlegs lineal B. | Lineal A: llista de caràcters i numeració segons E. Bennett. La lectura de caràcters es basa en els anàlegs lineal B. | Lineal A: llista de caràcters i numeració segons E. Bennett. La lectura de caràcters es basa en els anàlegs lineal B. | Lineal A: llista de caràcters i numeració segons E. Bennett. La lectura de caràcters es basa en els anàlegs lineal B. | Lineal A: llista de caràcters i numeració segons E. Bennett. La lectura de caràcters es basa en els anàlegs lineal B. | Lineal A: llista de caràcters i numeració segons E. Bennett. La lectura de caràcters es basa en els anàlegs lineal B. | Lineal A: llista de caràcters i numeració segons E. Bennett. La lectura de caràcters es basa en els anàlegs lineal B. | Lineal A: llista de caràcters i numeració segons E. Bennett. La lectura de caràcters es basa en els anàlegs lineal B. | Lineal A: llista de caràcters i numeració segons E. Bennett. La lectura de caràcters es basa en els anàlegs lineal B. |
| *01-*20 | *01-*20 | *21-*30 | *21-*30 | *31-*53 | *31-*53 | *54-*74 | *54-*74 | *76-*122 | *76-*122 | *123-*306 | *123-*306 |
| --- | --- | --- | --- | --- | --- | --- | --- | --- | --- | --- | --- |
| | DA *01 | | QI *21 | | SA *31 | | WA *54 | | *76 | | *123 |
| | RO *02 | | *21f | | *34 | | *55 | | KA *77 | | *131a |
| | PA *03 | | *21m | | TI *37 | | PA₃ *56 | | QE *78 | | *131b |
| | TE *04 | | MI? *22 | | E *38 | | JA *57 | | WO₂? *79 | | *131c |
| | *05 | | *22f | | PI *39 | | SU *58 | | MA *80 | | *164 |
| | NA *06 | | *22m | | WI *40 | | TA *59 | | KU *81 | | *171 |
| | DI *07 | | MU *23 | | SI *41 | | RA *60 | | *82 | | *180 |
| | A *08 | | *23m | | KE *44 | | O *61 | | *85 | | *188 |
| | S *09 | | NE *24 | | *45 | | JU *65 | | *86 | | *191 |
| | *10 | | RU *26 | | *46 | | TA₂ *66 | | TWE *87 | | *301 |
| | *11 | | RE *27 | | *47 | | KI *67 | | *100/ *102 | | *302 |
| | ME *13 | | I *28 | | *49 | | TU *69 | | *118 | | *303 |
| | QA₂ *16 | | *28b | | PU *50 | | *70 | | *120 | | *304 |
| | ZA *17 | | *29 | | DU *51 | | MI *73 | | *120b | | *305 |
| | ZO *20 | | NI *30 | | *53 | | ZE *74 | | *122 | | *306 |